# Chidi Okezie
Chidi Anthony Okezie (* 8. August 1993 in Philadelphia) ist ein nigerianischer Leichtathlet, der sich auf den 400-Meter-Lauf spezialisiert hat und bis 2015 für die Vereinigten Staaten an den Start ging. 2023 siegte er über 400 Meter bei den Afrikaspielen in Accra.

## Sportliche Laufbahn
Erste internationale Erfahrungen sammelte Chidi Okezie 2012 bei den Juniorenweltmeisterschaften in Barcelona, bei denen er mit der US-amerikanischen 4-mal-400-Meter-Staffel in 3:03,99 min die Goldmedaille gewann. Nach seinem Nationswechsel 2015 trat er 2016 bei den Hallenweltmeisterschaften in Portland für Nigeria an. Im Einzelbewerb über 400 Meter schied er mit 47,05 s in der ersten Runde aus und mit der nigerianischen Stafette belegte er in 3:08,55 min den fünften Platz. Anschließend gewann er bei den Afrikameisterschaften in Durban in 45,76 s die Bronzemedaille hinter den Botswanern Baboloki Thebe und Karabo Sibanda. Zwei Jahre später erreichte er bei den Hallenweltmeisterschaften in Birmingham das Halbfinale über 400 Meter, in dem er mit 48,53 s ausschied. Anschließend nahm er erstmals an den Commonwealth Games im australischen Gold Coast teil und schied dort mit 47,33 s im Halbfinale aus. Zudem wurde er mit der Staffel im Vorlauf wegen einer Bahnübertretung disqualifiziert. Im August gewann er bei den Afrikameisterschaften in Asaba in 44,65 s erneut die Bronzemedaille über 400 Meter hinter Theke und dem Südafrikaner Thapelo Phora. Zudem sicherte er sich auch mit der Staffel in 3:04,88 min die Bronzemedaille hinter Kenia und Südafrika.
2019 nahm Okezie erstmals an den Afrikaspielen in Rabat teil und gewann dort in 45,61 s die Bronzemedaille über 400 Meter hinter dem Botswaner Leungo Scotch und dem Südafrikaner Phora. 2022 belegte er bei den Afrikameisterschaften in Port Louis in 21,02 s den vierten Platz im 200-Meter-Lauf und gewann mit der 4-mal-400-Meter-Staffel in 3:07,05 min gemeinsam mit Johnson Nnamani, Sikiru Adeyemi und Ifeanyi Emmanuel Ojeli die Bronzemedaille hinter den Teams aus Botswana und Sambia. 2024 siegte er mit neuer Bestleistung von 45,06 s über 400 Meter bei den Afrikaspielen in Accra und sicherte sich mit der Staffel in 3:01,84 min die Bronzemedaille hinter den Teams aus Sambia und Botswana. Im Mai sicherte er Nigeria bei den World Athletics Relays auf den Bahamas je einen Startplatz in der Männerstaffel sowie in der Mixed-Staffel bei den Olympischen Spielen. Anschließend schied er bei den Afrikameisterschaften in Douala mit 45,96 s im Semifinale über 400 Meter aus und belegte mit der Männerstaffel in 3:02,93 min den vierten Platz. Im August schied er bei den Olympischen Sommerspielen in Paris mit 45,92 s in der Hoffnungsrunde über 400 Meter aus und wurde mit der Staffel im Vorlauf disqualifiziert.
In den Jahren 2015 und 2021 wurde Okezie nigerianischer Meister im 400-Meter-Lauf sowie 2021 auch in der 4-mal-400-Meter-Staffel und in der Mixed-Staffel. 2015 absolvierte er einen Masterlehrgang für Sportadministration an der Hampton University.

## Persönliche Bestzeiten
- 200 Meter: 20,80 s (+0,6 m/s), 4. Mai 2022 in Lynchburg
  - 200 Meter (Halle): 21,02 s, 28. Februar 2016 in Boston
- 400 Meter: 44,97 s, 13. Juni 2024 in Edmonton
  - 400 Meter (Halle): 46,48 s, 28. Februar 2016 in Boston